# Jean-Louis Daubechies
 (décembre 2014).
Si vous disposez d'ouvrages ou d'articles de référence ou si vous connaissez des sites web de qualité traitant du thème abordé ici, merci de compléter l'article en donnant les références utiles à sa vérifiabilité et en les liant à la section « Notes et références ».
Jean-Louis Daubechies, né à Casteau le 21 mai 1895 et décédé à Uccle le 10 octobre 1986, était un général-major de l'armée belge.

## Carrière militaire
Élève au collège Saint-Stanislas de Mons, il s’engage dans l’armée belge le 24 mai 1911 et est incorporé à l'école du génie d'Anvers. Il est admis comme élève à l'École militaire en 1913, dans la 64e promotion Infanterie et Cavalerie. Parmi ses camarades de promotion : Maurice Branders, Raoul de Fraiteur, René Mampuys, Jean-Baptiste Piron et Robert Mauroy, qui deviendront également généraux. À la déclaration de guerre de 1914, il devient sous-lieutenant et rejoint le régiment du Génie de la 1re Division d’Armée de la position fortifiée d’Anvers. Le 8 octobre 1915, il est nommé lieutenant, puis le 18 décembre 1916, capitaine. Il quitte le Génie le 10 janvier 1917 et rejoint le 2e de Ligne puis le 22e de Ligne où, lors de l'offensive finale, il est grièvement blessé et termine la guerre à l’hôpital militaire. 
Il retourne à l’École militaire, termine ses études puis rejoint la 47e promotion de l’École de guerre avec Maurice Branders et Jean-Baptiste Piron. Il reçoit son brevet d’État-Major le 6 janvier 1925 et est affecté à l’État-Major de la 5e Division d'Infanterie à Mons. Nommé capitaine-commandant BEM le 26 mars 1933, puis le 26 septembre 1934, major BEM, il rejoint Bastogne au 2e régiment de Chasseurs Ardennais jusqu’au 25 décembre 1934. Ensuite, il est nommé à Arlon au régiment de Chasseurs Ardennais jusqu’au 25 mars 1938. Il retourne à Mons à l’État-Major de la 5e Division d'Infanterie. Nommé lieutenant-colonel le 26 mars 1940, il y exerce la fonction de chef d’État-Major durant la campagne des Dix-huit jours.
Prisonnier de guerre du 28 mai 1940 au 8 juin 1945. 
Colonel BEM, il dirige le camp de prisonniers d’Erbisœul et du Borinage du 30 juillet 1945 au 3 avril 1946 puis rejoint la Direction Générale du Recrutement et de la Mobilisation jusqu’au 16 mai 1947. Il commande ensuite, en Allemagne, la 5e brigade jusqu’au 17 janvier 1948, où il part à la Direction Générale de l’Infanterie de l’État-Major Général à Bruxelles et est nommé, le 26 décembre 1948, général-major. Commandant des troupes d’Armée jusqu’au 22 février 1950, commandant de la 3e circonscription militaire de Liège jusqu’au 31 décembre 1950, puis commandant de la 1re circonscription militaire de Bruxelles où il est pensionné à la date du 1er juillet 1954.

## Vie personnelle
Jean Daubechies était le fils du docteur en médecine Gaston Daubechies et d’Eva Deschamps, de Cambron-Casteau. Son grand-père, Auguste Daubechies, fut bourgmestre d’Ormeignies de 1887 à 1919, ainsi que plus tard son oncle, François Daubechies. Son frère, Marcel Daubechies (1897-1988), était Père blanc en Rhodésie du Nord (Zambie). Devenu évêque de Kasama, il participa au Concile Vatican II. Sa sœur, Denise Daubechies (1899-1988), était l'épouse de l'avoué Joseph Plaitin. 

## Décorations
- Grand Officier de l'Ordre de la Couronne avec palme et glaives;
- Grand Officier de l'Ordre de Léopold II avec glaives;
- Commandeur de l'Ordre de Léopold avec palme;
- Croix de guerre belge 1914-1918 avec trois palmes et un lion;
- Huit chevrons de front et deux chevrons de blessure;
- Médaille de l'Yser;
- croix du Feu;
- médaille commémorative de la guerre 1914-1918 avec quatre barrettes en argent et deux croix en émail rouge;
- Médaille interalliée de la victoire;
- Cinq barrettes de captivité;
- Croix Militaire de 1re classe.

## Sources
- Histoire de l'École Militaire 1834-1934 ", Bruxelles, 1935. p. 384-385 " 64e Promotion Infanterie et Cavalerie ".
- Weber Guy, Comme je les ai connus, L. Bourdeaux-Capelle-Dinant, 1991. p.26 et 34.
- Georges Roger, Chronique du 2e régiment de chasseurs ardennais, BS+ Bruxelles, 1988, p. 131, 143, 484, 485.
- Le Patriote illustré N° 47 du 15 novembre 1951. (photo de couverture).
- de Pierpont Guy, Lefèvre André, Historique des régiments Parachutiste S.A.S Commando et Para-Commando Belges, Tome II, 1977, p.228.
- Bulletin de liaison des Amis d’Angélique de Rouillé, numéro hors série, septembre 2014. p. 82.
- CONTACTS, Bulletin d'information de l'Association des Anciens et Anciennes Élèves et des Professeurs du Collège Saint-Stanislas, Mons, " In Memoriam : Le Général Jean-Louis Daubechies 1895-1986" N° 131 - Avril-Mai 1987, p.21.